# Juventus FC
Juventus Football Club is een van de oudste voetbalclubs van Italië. De club speelt haar thuiswedstrijden in het Allianz Stadium in Turijn. Juventus slaagde er als een van de weinige Europese topclubs in om samen met Manchester United, Ajax, Chelsea en Bayern München, alle drie de UEFA-hoofdcompetities (Europacup I / UEFA Champions League, Europacup II en UEFA Cup / UEFA Europa League) te winnen. Juventus is Latijn voor jeugd.

## Geschiedenis

Juventus FC in 1898

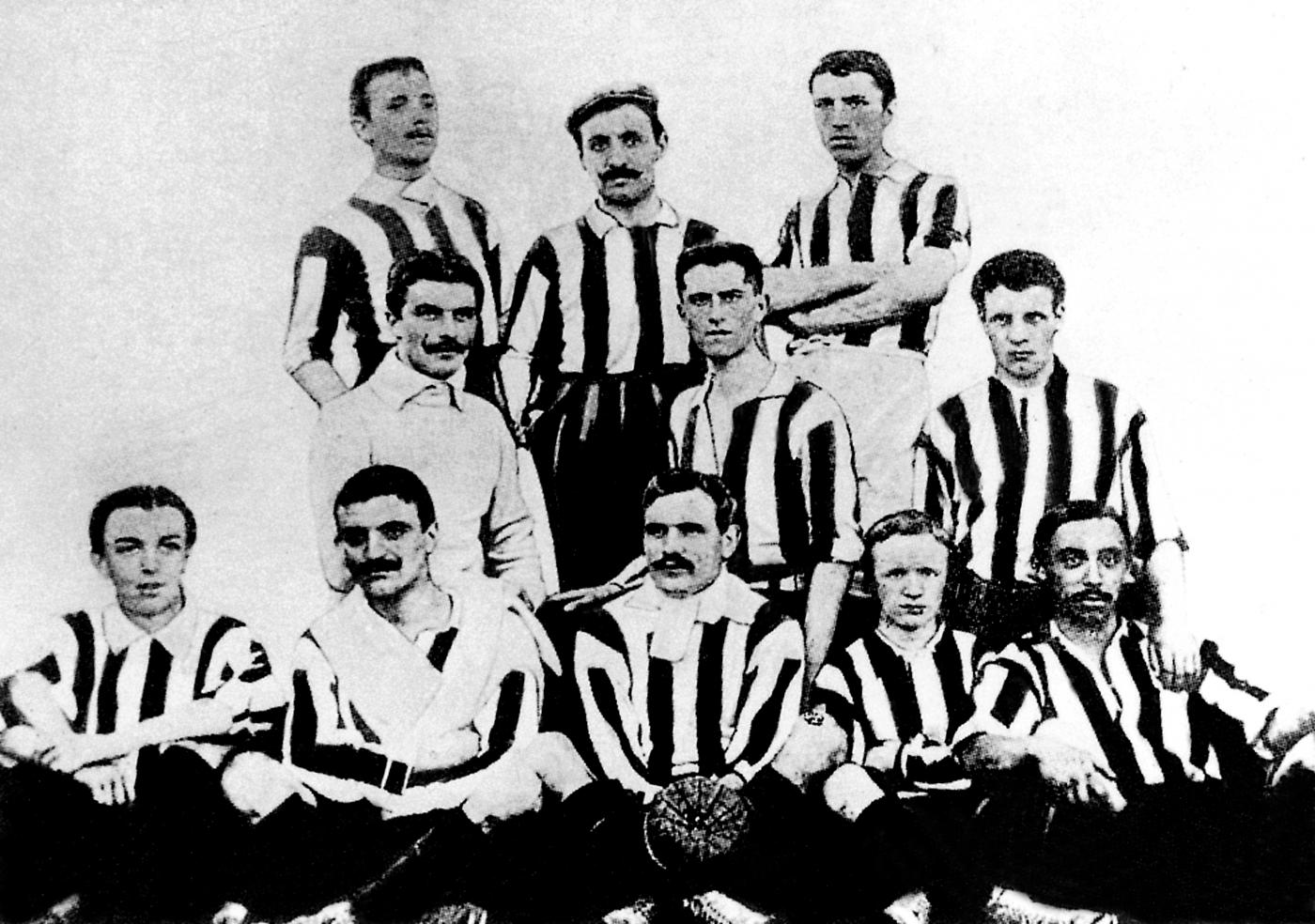
Juventus FC in 1905

Juventus Football Club is een van de oudste en belangrijkste voetbalclubs van Italië. I bianconeri (de wit-zwarten) komen uit in de Serie A.
De club speelt vanaf het seizoen 2011/12 in een nieuw stadion, het Juventus Stadium, dat volledig door Juventus zelf is gefinancierd en dat eigendom van de club is, iets unieks in Italië.
Juventus werd op 1 november 1897 opgericht als Sport Club Juventus door studenten van het Massimo d'Azeglio Lyceum in Turijn, maar werd in 1899 Football Club Juventus genoemd. Juventus is Latijn voor 'jonge volwassenheid'. De ploeg meldde zich bij het Italiaanse voetbalkampioenschap in 1900 in een outfit bestaande uit een roze shirt met zwarte das en een zwarte broek. De wit-zwartgestreepte shirts kwamen pas in 1903, toen per ongeluk een bestelling uit Engeland arriveerde met de shirts van Notts County.
Het eerste kampioenschap werd binnengehaald in 1905, toen de ploeg een jaar in het Velodromo Umberto I speelde. Het reguliere speelveld van de eerste jaren lag in het park Piazza d´Armi, in 1908 verhuisde men naar een terrein aan de Corso Sebastopoli, in 1922 ging men naar de Corso Marsiglia.
In 1906 kwam het tot een breuk binnen de club na irritaties over het grote aantal buitenlanders. De Zwitserse voorzitter Alfredo Dick richtte daarop samen met enkele van de vooraanstaande buitenlandse spelers FBC Torino op. Daarmee was de Derby Delle Mole (Juventus versus Torino) geboren. Juventus was tot het begin van de Eerste Wereldoorlog bezig met het heropbouwen van een ploeg.

### Heerschappij
FIAT-eigenaar Edoardo Agnelli kwam aan het roer van de club in 1923, het begin van een lange verbintenis. In het seizoen 1925/26 behaalde de ploeg het tweede landskampioenschap door in de finale Alba Roma in twee wedstrijden met een totaalscore van 12-1 te verslaan. De doelpunten van icoon Antonio Vojak waren dat seizoen van levensbelang. Nadat in 1929 een landelijke Italiaanse competitie in het leven was geroepen, was Juventus direct alleenheerser in deze Serie A. Van 1931 tot 1935 pakte Juventus onder leiding van trainer Carcano vijf achtereenvolgende titels. Spelers als keeper Gianpiero Combi, Luigi Bertolini, Giovanni Ferrari en de Argentijnen Raimundo Orsi en Luis Monti lagen aan de basis van dit succes. Ondertussen verhuisde de club in 1933 terug naar Stadio Mussolini (later Stadio Comunale), weer aan de Corso Sebastopoli. In het tweede deel van dat decennium was Juventus, inmiddels ook bekend als La Vecchia Signora (De Oude Dame), minder succesvol.
Na de Tweede Wereldoorlog werd Giovanni Agnelli aangesteld als voorzitter, in 1955 opgevolgd door zijn zoon Umberto. Juventus voegde twee nieuwe Scudetto's aan het palmares toe in 1949/50 en 1951/52, de laatste onder de Engelse trainer Jesse Carver. Tijdens het seizoen 1957/58 werden met de Welshman John Charles en de Italiaanse Argentijn Omar Sívori twee van 's werelds beste aanvallers aan de selectie toegevoegd. Ze speelden er samen met boegbeeld Giampiero Boniperti. Het leidde onmiddellijk tot de tiende landstitel, waarvoor aan Juventus de Gouden Ster voor Sportverdienste uitgereikt werd.
Sívori was in 1959 de eerste speler van Juventus die de trofee voor de Europees voetballer van het jaar won. In 1960 volgde de eerste 'dubbel' voor Juventus, door na het kampioenschap in de finale van de Coppa Italia Fiorentina te verslaan. Het jaar erna beëindigde Boniperti zijn loopbaan. Hij nam afscheid met de titel van topschutter aller tijden in het shirt van Juventus, met 182 doelpunten in 444 officiële wedstrijden. Later zou hij nog coach en twintig jaar voorzitter zijn.
Pas in het seizoen 1966/67 won Juventus weer eens de Italiaanse competitie, maar in de jaren 70 versterkte Juventus zijn heerschappij in het Italiaanse voetbal. Onder ex-speler Čestmír Vycpálek won Juventus in 1971/72 en in 1972/73 de Serie A opnieuw. In dat laatste seizoen werd gewonnen met spelers als Roberto Bettega, Franco Causio en Giovanni Trapattoni, de man die uiteindelijk zou bijdragen tot het succes in de jaren tachtig.

### Het Trapattoni-tijdperk
Vanaf 1976 regen onder het tienjarige bewind van coach Trapattoni de successen zich aaneen. De bekendste spelers van het team waren Zoff, Bettega, Causio, Scirea, Tardelli en Gentile, de zes die ook de kern vormden van het Italiaanse nationale elftal dat in 1982 wereldkampioen werd. Successen waren onder meer zes titels, een UEFA Cup in 1977 en een Europacup II in 1984. Dit betekende direct dat Juventus twintig keer de Scudetto gewonnen had, en er werd een tweede gouden ster toegevoegd aan het shirt. Juventus is tot op heden nog altijd de enige Italiaanse club die dat voor elkaar gekregen heeft. Rond deze periode is de Oude Dame een grootmacht in het voetbal. Sterspeler Paolo Rossi werd Europees voetballer van het jaar in 1982 en was met veel andere Juventusspelers belangrijk bij de Italiaanse overwinning op het WK 1982. De Fransman Michel Platini, later voorzitter van de UEFA, kreeg de prijs voor de Europees voetballer van het jaar drie keer op een rij, in 1983, 1984 en 1985.
De enige smet voor de club was lange tijd het uitblijven van de grote Europese triomf. Meermalen werd diep in de door Agnelli altijd aangevulde geldbuidel getast om via dure aankopen de fel begeerde Europacup I binnen te halen. Pas onder de droeve omstandigheden van de wedstrijd tegen Liverpool in het Heizelstadion lukte dit in 1985, en dan nog via een onterechte strafschop van Platini. Alhoewel het een hoogtepunt moest worden voor de club, draaide het uit tot een van de meest trieste dagen uit de rijke geschiedenis van Juventus. Tijdens het Heizeldrama kwamen die dag 39 supporters om het leven, de meesten waren Juventino's. De ramp ontstond omdat Engelse hooligans met geweld mensen in de aanpalende vakken terugdrongen. Het gevolg was dat mensen verpletterd werden en onder de druk van de mensenmassa begaf een muur het. De ideale vluchtweg voor velen, ware het niet dat een groot aantal supporters vertrappeld werden. De match ging ondanks alles toch door, uit vrees dat er nog grotere rellen gingen uitbreken.
Na het seizoen 1985/86 won Juventus geen Scudetto meer. Oorzaak was onder andere de aankomst van stervoetballer Diego Maradona bij Napoli. Ook de grootheden uit Milaan, Internazionale en AC Milan, pakten hun titels mee.
In 1990 werd na bijna zestig jaar een nieuw stadion betrokken, het speciaal voor het WK 1990 gebouwde Stadio Delle Alpi. Vanwege de externe ligging en de weidse bouw was deze stap geen succes. De toeschouwersaantallen, en daarmee de gezelligheid, namen af en mede door de hoge huur zag Juventus zich gedwongen om in de zomer van 2006 terug te gaan naar het Stadio Communale, dat inmiddels voor de Olympische Winterspelen was verbouwd.

### Het Lippi-tijdperk

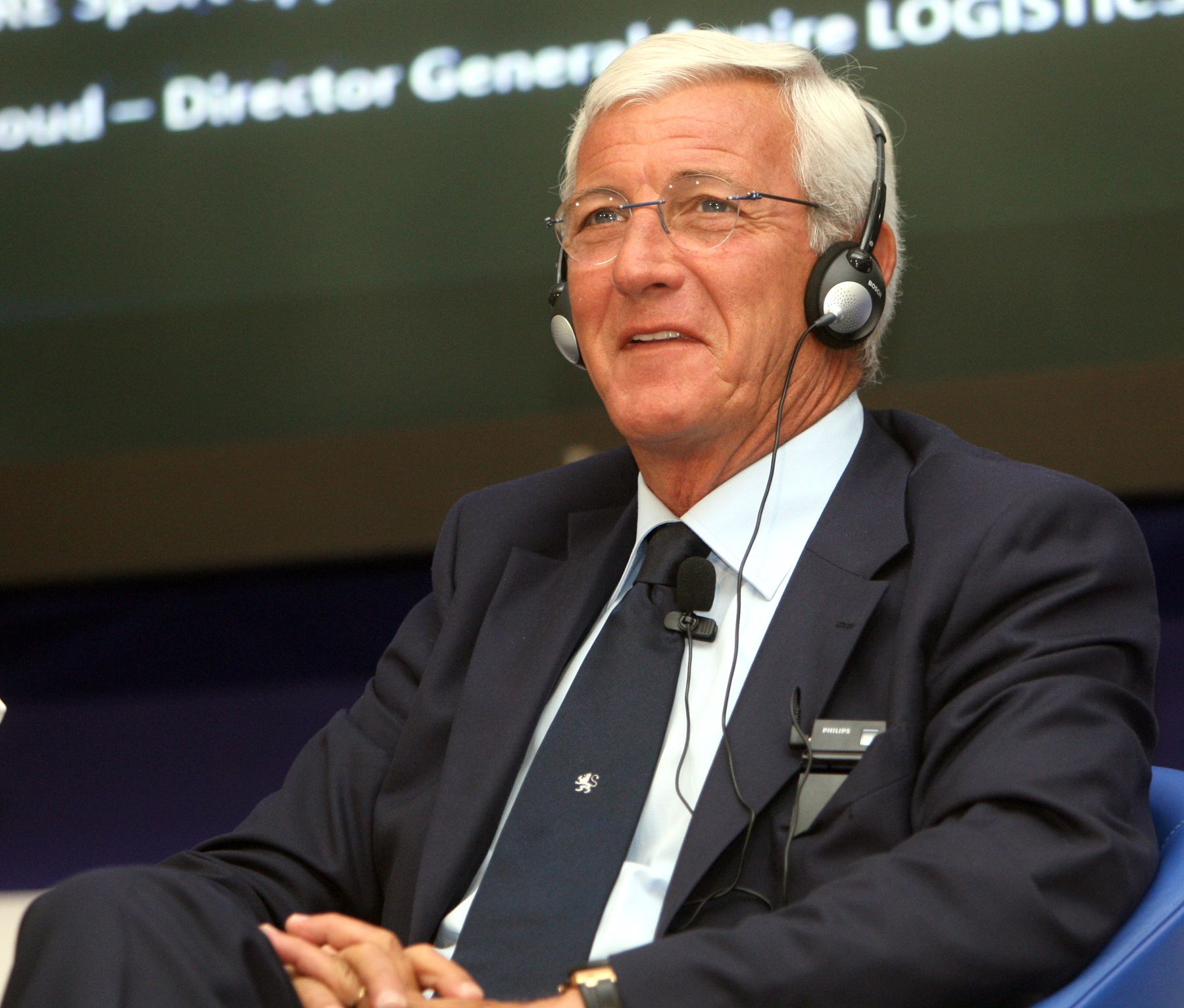
Marcello Lippi

Aan de start van het seizoen 1994/95 kwam Marcello Lippi aan het roer als coach. Zijn eerste was direct succesvol, Juventus pakte na negen jaren zonder Scudetto opnieuw de titel. De sterspelers van dat moment waren Ciro Ferrara, Roberto Baggio, Gianluca Vialli en youngster Alessandro Del Piero, die een mooie en lange carrière bij Juventus tegemoet ging. Ook het volgende jaar was succesvol. In de finale van de Champions League klopte Juventus Ajax Amsterdam, zij het pas na het nemen van strafschoppen. De stand na de reguliere speeltijd was 1-1 na doelpunten van Fabrizio Ravanelli en Jari Litmanen.
Na het winnen van de Champions League kon Juventus nog enkele sterren zoals Zinédine Zidane, Filippo Inzaghi en Edgar Davids binnenhalen. Juventus won daarna de Serie A in zowel 1996/97 als 1997/98.
In Europa was Juventus sterk bezig, maar werd het twee jaar achter elkaar geklopt in de finale. Eerst door Borussia Dortmund in 1997 en daarna door Real Madrid in 1998. Juventus speelde drie finales op een rij in de Champions League, maar won er dus maar een.
In de zomer van 2001 blonk Juventus uit op de transfermarkt door het hoogste bedrag aller tijden te betalen voor een doelman, namelijk voor de Italiaanse international Gianluigi Buffon, die van Parma overkwam. Ook David Trezeguet, Pavel Nedvěd en Lilian Thuram werden binnengehaald en zij leidden Juventus naar twee opeenvolgende titels in 2001/02 en 2002/03. Juventus verloor in 2003 echter opnieuw een Champions League-finale. Dit keer was AC Milan de sterkere. Juventus kwam niet verder dan een 0-0 en verloor na het nemen van strafschoppen. Lippi werd het jaar daarop aangesteld als bondscoach van Italië. Lippi zou in 2006 de wereldbeker winnen met het nationale elftal.

### Schandaal
In 2004 werd Fabio Capello aangesteld als hoofdcoach. Hij won met Juventus twee titels maar de club moest die inleveren toen een schandaal, met in de hoofdrol sportief directeur Luciano Moggi, aan het licht kwam. Moggi bleek gedurende een aantal jaren een netwerk van invloedrijke personen te hebben opgebouwd, waardoor hij in staat was vrijwel elke wedstrijd in de Serie A te beïnvloeden. Het bestuur bestaande uit Moggi, Antonio Giraudo en Roberto Bettega, trad onmiddellijk af. Juventus werd teruggezet naar de Serie B. Het was de eerste keer dat Juventus zijn opwachting maakte in de tweede klasse, want het had nooit een sportieve degradatie meegemaakt. De landstitels die het won in 2005 en 2006 werden afgenomen.
Na het schandaal en de terugzetting naar de Serie B volgde een ware uittocht van sterspelers. Lilian Thuram (Barcelona), Emerson (Real Madrid), Patrick Vieira en Zlatan Ibrahimović (Internazionale) verlieten de club, net zoals de Italiaanse internationals Gianluca Zambrotta (Barcelona) en Fabio Cannavaro (Real Madrid), die een maand eerder de wereldtitel hadden veroverd. Wel bleven enkele sterspelers de club trouw: doelman Gianluigi Buffon, middenvelders Pavel Nedvěd en Mauro Camoranesi en aanvallers David Trezeguet en Alessandro Del Piero kozen voor een verblijf in de tweede klasse. Juventus sloeg terug in stijl en won de Serie B met zes punten voorsprong, ondanks negen strafpunten die de club voor aanvang had gekregen.

### Vermeend dopinggebruik
Volgens Giuseppe d’Onofrio en Allessandro Donati, erkende Italiaanse wetenschappers gespecialiseerd in dopinggebruik, hebben spelers van Juventus voor de Champions League-finale in 1996, die werd gewonnen van AFC Ajax, doping gebruikt. De bronnen van d’Onofrio en Donati zijn documenten die in beslag werden genomen tijdens een inval in Juventus-kantoren in 1998 met analyses van bloedmonsters van spelers. De wetenschappers noemen het aannemelijk dat de voetballers onder andere epo in het bloed hadden. Clubarts Riccardo Agricola en directeur Antonio Giraudo werden aangeklaagd en kregen een voorwaardelijke gevangenisstraf voor het verstrekken van prestatieverhogende middelen (specifiek EPO) aan Juventus-spelers, maar werden later in hoger beroep vrijgesproken.

### Terugkeer en jaren 2010
Toen Juventus in het seizoen 2007/08 terugkeerde in de Serie A deed het dat met een nieuwe trainer. Ex-Chelsea-trainer Claudio Ranieri volgde de opgestapte Didier Deschamps op. Vincenzo Iaquinta, Tiago, Almiron, Criscito, Andrade, Grygera en Salihamidžić waren de voornaamste transfers in de zomer van 2007. In mei 2009 werd Ranieri ontslagen en opgevolgd door Ciro Ferrara. Onder Ferrara speelde Juventus een slechte eerste seizoenshelft. In januari 2010 werd de coach ontslagen en werd Alberto Zaccheroni aangesteld als interim-trainer. Vanaf het seizoen 2010/11 was Luigi Delneri hoofdcoach van Juventus, maar na de povere resultaten werd hij na één seizoen ontslagen. Zijn opvolger is Antonio Conte, ex-Italiaans international en oud-speler van Juventus.
Het volgende seizoen liet de club definitief van zich horen in de top. Na de terugkeer uit de Serie B lukte het slechts een paar seizoenen om te imponeren en in 2011 eindigde de club op een matige zevende plaats en miste daardoor Europees voetbal. Het nieuwe stadion werd in gebruik genomen en Juventus sloeg fors toe op de transfermarkt. Vrijwel alle nieuwkomers maakten grote indruk. Alessandro Matri, Simone Pepe, Fabio Quagliarella, Pirlo, Stephan Lichtsteiner, Arturo Vidal, Mirko Vučinić en Martín Cáceres waren de voornaamste aankopen. Tevens werd Simone Padoin herenigd met coach Conte. Juventus eindigde voor aanvang van het seizoen als vierde in de top 5 van clubs die het meeste uitgaven aan transfers.
Juventus speelde haar eerste officiële wedstrijd in het nieuwe stadion op 11 september 2011, tegen Parma. Stephan Lichtsteiner scoorde het eerste officiële doelpunt in de wedstrijd die met 4-1 werd gewonnen. Drie dagen daarvoor werd een grootse openingsceremonie georganiseerd met o.a. een wedstrijd tegen Notts County. De eerste seizoenshelft bleef Juventus ongeslagen maar speelde het regelmatig gelijk, vooral tegen zeer matige ploegen. In de tweede seizoenshelft ging het beter en werden minder punten verspeeld. In de lange tweestrijd met Milan werd om de zoveel weken van koppositie gewisseld, maar op de een na laatste speeldag werd de titel behaald, de eerste sinds 2003. Juventus wist ongeslagen te blijven en kreeg slechts 20 doelpunten tegen. Uiteindelijk werd alleen in de finale van de Coppa Italia verloren. Napoli was met 2-0 te sterk. Dit was tevens de laatste wedstrijd van clubicoon Alessandro del Piero. Napoli was, ongeacht het resultaat van de bekerfinale, ook de tegenstander in de Italiaanse Supercup. Deze werd wel een prooi voor Juventus, dat in Beijing met 4-2 wist te winnen.
In het seizoen 2012-2013 werden al snel Mauricio Isla en Kwadwo Asamoah van Udinese en het jonge talent Paul Pogba van Manchester United aangetrokken. Tevens werd Sebastian Giovinco teruggehaald en werd Nicklas Bendtner gehuurd. Na tien competitiewedstrijden had Juventus negen keer gewonnen en één keer gelijkgespeeld en stond de teller van ongeslagen competitiewedstrijden op rij inmiddels op 49. Op de elfde speeldag ontving de club Internazionale, deze maakte een einde aan de reeks en dit bekende tevens de allereerste nederlaag in het nieuwe eigen stadion. De koppositie was de club echter nog altijd niet kwijtgeraakt en de klap werd goed opgevangen door in de daarop volgende weken Nordsjaelland, Pescara en Chelsea met respectievelijk 4-0, 1-6 en 3-0 te verslaan. Hierna volgde een 1-0 nederlaag bij AC Milan middels een discutabele penalty. In de UEFA Champions League ging men door naar de knock-outfase door verrassend groepswinnaar te worden met 3 overwinningen en 3 gelijke spelen. De resterende wedstrijden in de competitie werden gewonnen. Juventus sloot zo 2012 af als koploper met 8 punten voorsprong op de nummer 2 en kon ze op basis van de veertig Serie A-wedstrijden in het kalenderjaar 2012 tevens betiteld worden als de ploeg met de meeste zeges, meeste doelpunten, minste tegendoelpunten en meeste punten. Het laatstgenoemde betekende met 94 punten een verbetering van het clubrecord, neergezet door de selectie van Fabio Capello (93 punten in 2005).
Het kalenderjaar 2013 begon moeizaam, maar na verlies half februari werd alles gewonnen, op twee gelijke spelen en een nederlaag op de laatste speeldag na. Het CL-avontuur eindigde in de kwartfinale. Eerst werd er nog 0-3 en 2-0 van Celtic gewonnen, in de volgende ronde was Bayern München met twee keer 2-0 te sterk. Juventus verzekerde zich drie wedstrijden voor het einde van de competitie van de tweede titel in twee jaar, nadat het al enkele weken een voorsprong had van 11 punten op Napoli.
Het seizoen 2013/14 begon in Rome met een klinkende 4-0 overwinning op Lazio in de Supercup, waarin ook nieuwkomer Carlos Tevez wist te scoren. Tevez was samen met Fernando Llorente de grootste aankoop. Het bleek een gouden koppel, dat het doelpuntenprobleem van de laatste seizoenen verhielp. De twee scoorden respectievelijk 21 en 18 doelpunten in alle competities. De eerste zeven speeldagen in de competitie werden zonder nederlaag doorlopen; één gelijkspel en zes keer winst, waarbij opviel dat in vijf van de zeven wedstrijden Juventus eerst op achterstand kwam om daarna de punten te pakken. In de achtste wedstrijd, in Florence, werd een 0-2 voorsprong genomen, om daarna in een kort tijdsbestek vier doelpunten tegen te krijgen. Het zou de laatste nederlaag in de competitie betekenen tot de 31e speelronde en tevens slechts 1 van de 2 nederlagen in totaal in de Serie A. Aanvankelijk werd Napoli genoemd als kandidaat voor het kampioenschap, mede door de vele sterke aankopen. Tegen de verwachtingen in won AS Roma haar eerste 10 wedstrijden, waardoor Juventus, ondanks de prima resultaten, genoegen moest nemen met minder. De koppositie werd pas echt zeker na 4 achtereenvolgende gelijke spelen van AS Roma, terwijl Juventus na de nederlaag tegen Fiorentina 12 keer achter elkaar wist te winnen, vaak met veel doelpunten en weinig tegendoelpunten. Na overname van de koppositie stond Juventus deze de rest van het seizoen niet meer af en Roma stond plaats 2 niet meer af. De voorsprong op Roma was op zijn grootst 14 punten en enige tijd 5 punten, waardoor de titelstrijd zeer spannend bleef, ook omdat Roma steeds bleef winnen. In de 36e speelronde werd het kampioenschap dan toch voortijdig beslist, toen Roma met 4-1 verloor bij Catania en Juve hierdoor zonder te spelen met een voorsprong van op dat moment 8 punten de historische derde titel op rij kon bijschrijven. Tevens betekende dit de 30e (of 32e) Scudetto, waardoor de club ook officieel gezien een derde ster kreeg. Juventus won haar laatste drie wedstrijden en Roma verloor de laatste drie, waardoor het seizoen eindigde met een voorsprong van 17 punten op Roma. Milan(8e) en Inter(5e) bleven mijlenver achter. Juve won 33 van de 38 wedstrijden en eindigde op een puntentotaal van 102, een nieuw record in zowel Italië als over de vijf grootste Europese competities. Bovendien werden nog veel meer records neergezet, zeven in totaal, onder meer het winnen van alle 19 thuiswedstrijden, de meeste winstpartijen, de langste winstreeks en het minstens één keer verslaan van alle tegenstanders. De thuisoverwinningen van 3-0 op zowel Napoli als Roma, de 3-1 op Inter en de 0-2 tegen Milan behoorden tot de meest overtuigende wedstrijden.
In Europees verband kende de club een turbulent seizoen. In de Champions League werd alleen in de vijfde speelronde gewonnen, maar een gelijkspel in de laatste wedstrijd tegen Galatasaray was genoeg voor plaatsing voor de achtste finales. In deze memorabele en merkwaardige wedstrijd, die over twee dagen werd gespeeld vanwege extreem weer op de oorspronkelijke speeldag, werd op een dramatische modderpoel echter met 1-0 verloren door een goal van Wesley Sneijder in de 85ste minuut. Juventus had daarmee de kans de Europa League-finale in eigen stadion te spelen. Zonder al te veel moeite werd de halve finale bereikt, waarin eerst met 2-1 werd verloren van Benfica. De uitgoal was cruciaal en velen geloofden in een overtuigende winst van Juventus in de terugwedstrijd. De wedstrijd eindigde echter in 0-0 en de droom kon niet worden waargemaakt.
In het seizoen 2015/16 behaalde Juventus voor het vijfde jaar op rij de Italiaanse landstitel. De Oude Dame begon moeizaam. Wekenlang brak trainer Massimiliano Allegri het hoofd over de te volgen tactiek na het vertrek van Carlos Tévez, Arturo Vidal en met name spelmaker Andrea Pirlo. Allegri experimenteerde volop. Een viermansdefensie was zijn uitgangspunt. Na tien speelronden stond de club op de tiende plaats. Daarna keerde hij terug naar het aloude 3-5-2-systeem. Dat bleek een gouden greep uiteindelijk, hoewel Juve in de achtste finales van de Champions League werd uitgeschakeld door FC Bayern München. Op de positie van Pirlo speelden Claudio Marchisio of Sami Khedira. Juventus behaalde de titel op maandag 24 april 2016. De club uit Turijn profiteerde van de 1-0 nederlaag van concurrent SSC Napoli bij AS Roma (doelpunt Radja Nainggolan). Daardoor liep de achterstand van Napoli op tot twaalf punten met nog drie speelronden voor de boeg. Met de vijfde opeenvolgende landstitel evenaarde Juventus de prestatie van Internazionale, dat van 2006 tot en met 2010 ook vijf keer op rij de beste was van de Serie A.
Juventus was ook in het seizoen 2016/17 ongenaakbaar. De club uit Turijn werd op 21 mei 2017 voor de 33ste keer in de clubhistorie kampioen van Italië, nadat voor eigen publiek met 3-0 was gewonnen van Crotone door goals van Mario Mandzukic, Paulo Dybala en Alex Sandro. Voor de Oude Dame was het de zesde landstitel op rij, een unicum in de Serie A. Op de vijfde speeldag nam Juventus de koppositie over van Napoli om deze vervolgens niet meer af te staan. Vooral in het eigen Juventus Stadium bleek de ploeg van trainer-coach Allegri van eenzame klasse. Alleen stadgenoot Torino (1-1) wist een puntje mee te nemen, de andere thuisduels werden een voor een gewonnen.
In seizoen 2018/2019 sluit sterspeler Cristiano Ronaldo aan bij de selectie. Hij komt over van Real Madrid voor 100 miljoen euro, grotendeels gefinancierd door sponsor Fiat. Met deze transfer hoopt Juventus opnieuw aan te sluiten bij de Europese top. In de Champions League wordt Juventus echter in de kwartfinale uitgeschakeld door AFC Ajax onder aanvoering van sterkhouder Matthijs de Ligt. In seizoen 2019/2020 probeert Juventus met de aanstelling van trainer Sarri en toptalent Matthijs de Ligt te streven naar on-Italiaans aantrekkelijk en aanvallend voetbal, maar dit kwam er enkel maar in vlagen uit. Na de coronapauze plaatste Juventus zich meteen voor de finale van de Coppa Italia, die het verloor na strafschoppen (4-2) van Napoli. Na 90 minuten stond het 0-0. Meer succes hadden ze in de serie A, die konden ze voor de 9e keer op rij winnen. In de Champions League werden ze verrassend uitgeschakeld in de 16e-finales na een 1-0 verlies in de heenwedstrijd in en tegen Lyon. In de terugwedstrijd werd het wel nog 2-1 voor Juve, maar dat volstond niet. Daardoor was er weinig tevredenheid in Turijn, want met Ronaldo was de doelstelling om veel verder te geraken in de Champions League. Daarom koos het bestuur voor verandering en die vonden ze bij Pirlo. De voormalige speler en clublegende mocht het zonder enige ervaring (m.u.v. zijn 2 weken als trainer van de U21 bij Juventus) aantreden als hoofdcoach. Maar zijn voetbalfilosofie kwam er nooit uit bij Juventus. Het werd het slechtste jaar in jaren voor Juventus: slechts 4e in de competitie, weer uitgeschakeld in de 16e finales, nu tegen Porto. De Coppa Italia konden ze wel winnen, tegen Atalanta werd het 2:1. Het bestuur gaf Pirlo veel krediet, maar dat was toch opgebruikt geraakt op het einde van het seizoen. Daarom kwam er voor aanvang van het nieuwe seizoen (2021-2022) een oude gekende terug aan het roer. Allegri werd weer voorgesteld. In Turijn hopen ze dat hij de een nieuw tijdperk kan inluiden met veel jonge beloftevolle spelers, zoals Locatelli, Chiesa, De Ligt, McKennie en Kulusevski.

### Super League-saga
In april 2021 maakten de meeste grootmachten hun plannen bekend voor de Super League. Naast Real Madrid en Barcelona werd Juventus gezien als een van de bezielers van de nieuwe competitievorm, maar die werd op zeer veel kritiek ontvangen.

## Erelijst
| Internationaal                           |     | |
| Wereldbeker voor clubteams               | 2×  | 1985, 1996 |
| Europacup I / UEFA Champions League      | 2×  | 1985, 1996 |
| European Cup Winners' Cup (Europacup II) | 1×  | 1984 |
| UEFA Cup                                 | 3×  | 1977, 1990, 1993 |
| Europese Supercup / UEFA Super Cup       | 2×  | 1984, 1996 |
| UEFA Intertoto Cup                       | 1×  | 1999 |
| Alpencup                                 | 1×  | 1963 |
| Nationaal                                |     | |

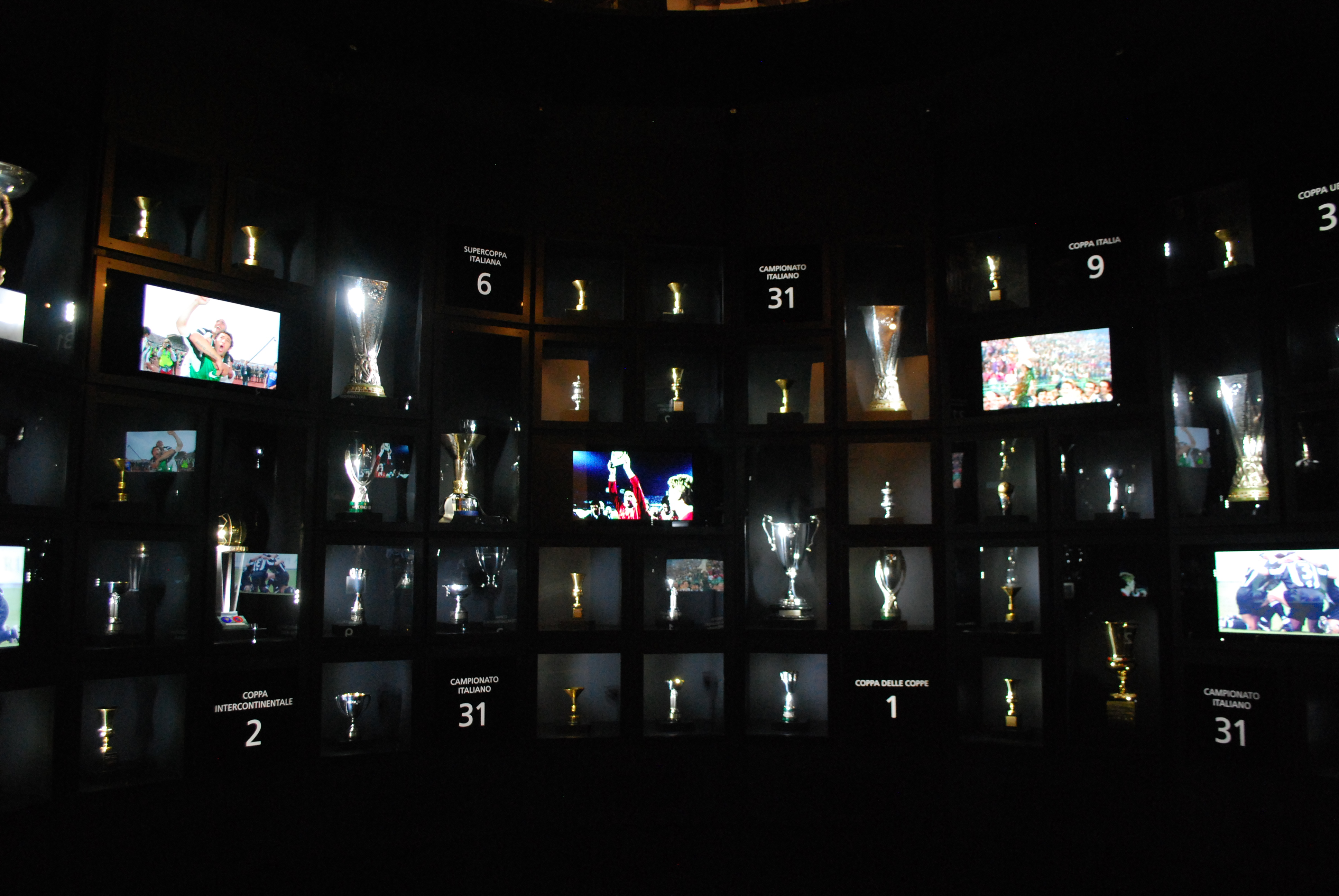
Club museum

| Serie A                                  | 37x | 1905, 1926, 1931, 1932, 1933, 1934, 1935, 1950, 1952, 1958, 1960, 1961, 1967, 1972, 1973, 1975, 1977, 1978, 1981, 1982, 1984, 1986, 1995, 1997, 1998, 2002, 2003, 2005, 2012, 2013, 2014, 2015, 2016, 2017, 2018, 2019, 2020 |
| Coppa Italia                             | 15x | 1938, 1942, 1959, 1960, 1965, 1979, 1983, 1990, 1995, 2015, 2016, 2017, 2018, 2021,2024 |
| Supercoppa Italiana                      | 9x  | 1995, 1997, 2002, 2003, 2012, 2013, 2015, 2018, 2020 |
| Serie B                                  | 1×  | 2007 |

## Sponsoren
| Periode   | Kledingsponsor | Shirtsponsor                  |
| --------- | -------------- | ----------------------------- |
| 1979-1989 | Kappa          | Ariston                       |
| 1989-1992 | Kappa          | UPIM                          |
| 1992-1995 | Kappa          | Danone                        |
| 1995-1998 | Kappa          | Sony                          |
| 1998-1999 | Kappa          | D+Libertà digitale/Tele+      |
| 1999-2000 | Kappa          | D+Libertà digitale/Tele+/Sony |
| 2000-2001 | Lotto          | Sportal.com/Tele+             |
| 2001-2002 | Lotto          | Fastweb/Tu Mobile             |
| 2002-2003 | Lotto          | Fastweb/Tamoil                |
| 2003-2004 | Nike           | Fastweb/Tamoil                |
| 2004-2005 | Nike           | Sky Sports/Tamoil             |
| 2005-2007 | Nike           | Tamoil                        |
| 2007-2010 | Nike           | New Holland                   |
| 2010-2012 | Nike           | Betclic/Balocco               |
| 2012-2015 | Nike           | Jeep                          |
| 2015-.... | Adidas         | Jeep                          |

## Eerste elftal

### Selectie
| Nr.           | Naam                | Sinds      | Contract   | Vorige club         |
| Doelmannen    | Doelmannen          | Doelmannen | Doelmannen | Doelmannen          |
| ------------- | ------------------- | ---------- | ---------- | ------------------- |
| 1             | Mattia Perin        | 2018       | 2025       | Genoa               |
| 23            | Carlo Pinsoglio     | 2014       | 2025       | Vicenza             |
| 29            | Michele Di Gregorio | 2024       | 2025       | Monza               |
| Verdedigers   |                     |            |            |                     |
| 3             | Bremer              | 2022       | 2029       | Torino              |
| 4             | Federico Gatti      | 2022       | 2028       | Frosinone           |
| 6             | Lloyd Kelly         | 2024       | 2029       | Newcastle United    |
| 15            | Pierre Kalulu       | 2024       | 2025       | AC Milan            |
| 27            | Andrea Cambiaso     | 2022       | 2029       | Genoa               |
| 32            | Juan Cabal          | 2024       | 2029       | Hellas Verona       |
| 37            | Nicolò Savona       | 2024       | 2029       |                     |
| 40            | Jonas Rouhi         | 2024       | 2028       |                     |
| Middenvelders |                     |            |            |                     |
| 5             | Manuel Locatelli    | 2023       | 2028       | Sassuolo            |
| 8             | Teun Koopmeiners    | 2024       | 2029       | Atalanta            |
| 16            | Weston McKennie     | 2021       | 2025       | Schalke             |
| 17            | Vasilije Adžić      | 2024       | 2027       | Budućnost           |
| 18            | Arthur Melo         | 2020       | 2026       | Barcelona           |
| 19            | Khéphren Thuram     | 2024       | 2029       | Nice                |
| 20            | Filip Kostić        | 2022       | 2026       | Eintracht Frankfurt |
| 21            | Nicolò Fagioli      | 2021       | 2028       |                     |
| 22            | Timothy Weah        | 2023       | 2028       | Lille               |
| 26            | Douglas Luiz        | 2024       | 2029       | Aston Villa         |
| –             | Paul Pogba          | 2022       | 2026       | Manchester United   |
| Aanvallers    |                     |            |            |                     |
| 7             | Francisco Conceição | 2024       | 2025       | Porto               |
| 9             | Dušan Vlahović      | 2022       | 2026       | Fiorentina          |
| 10            | Kenan Yıldız        | 2023       | 2029       | Bayern München      |
| 11            | Nico González       | 2024       | 2025       | Fiorentina          |
| 14            | Arkadiusz Milik     | 2023       | 2026       | Olympique Marseille |
| 51            | Samuel Mbangula     | 2024       | 2026       | RSC Anderlecht      |

Laatste update: 04 september 2024

### Staf
| Functie           | Naam               | Sinds | Contract | Vorige club |
| ----------------- | ------------------ | ----- | -------- | ----------- |
| Hoofdtrainer      | Thiago Motta       | 2024  | 2027     | Bologna     |
| Assistent-trainer | Alexandre Hugeux   | 2024  | 2027     | Bologna     |
| Keeperstrainers   | Alfred Dossou-Yovo | 2024  | 2027     | Bologna     |
| Keeperstrainers   | Iago Lozano        | 2024  | 2027     | Bologna     |

Laatste update: 27 augustus 2024

## Overzichtslijsten

### Eindklasseringen sinds 1946
- 1946 2e
Serie A
- 1947 2e
Serie A
- 1948 3e
Serie A
- 1949 4e
Serie A
- 1950 1e
Serie A
- 1951 3e
Serie A
- 1952 1e
Serie A
- 1953 2e
Serie A
- 1954 2e
Serie A
- 1955 7e
Serie A
- 1956 12e
Serie A
- 1957 9e
Serie A
- 1958 1e
Serie A
- 1959 4e
Serie A
- 1960 1e
Serie A
- 1961 1e
Serie A
- 1962 13e
Serie A
- 1963 2e
Serie A
- 1964 5e
Serie A
- 1965 4e
Serie A
- 1966 5e
Serie A
- 1967 1e
Serie A
- 1968 3e
Serie A
- 1969 5e
Serie A
- 1970 3e
Serie A
- 1971 4e
Serie A
- 1972 1e
Serie A
- 1973 1e
Serie A
- 1974 2e
Serie A
- 1975 1e
Serie A
- 1976 2e
Serie A
- 1977 1e
Serie A
- 1978 1e
Serie A
- 1979 3e
Serie A
- 1980 2e
Serie A
- 1981 1e
Serie A
- 1982 1e
Serie A
- 1983 2e
Serie A
- 1984 1e
Serie A
- 1985 6e
Serie A
- 1986 1e
Serie A
- 1987 2e
Serie A
- 1988 6e
Serie A
- 1989 4e
Serie A
- 1990 4e
Serie A
- 1991 7e
Serie A
- 1992 2e
Serie A
- 1993 4e
Serie A
- 1994 2e
Serie A
- 1995 1e
Serie A
- 1996 2e
Serie A
- 1997 1e
Serie A
- 1998 1e
Serie A
- 1999 7e
Serie A
- 2000 2e
Serie A
- 2001 2e
Serie A
- 2002 1e
Serie A
- 2003 1e
Serie A
- 2004 3e
Serie A
- 2005 1e
Serie A
- 2006 1e
Serie A
- 2007 1e
Serie B
- 2008 3e
Serie A
- 2009 2e
Serie A
- 2010 7e
Serie A
- 2011 7e
Serie A
- 2012 1e
Serie A
- 2013 1e
Serie A
- 2014 1e
Serie A
- 2015 1e
Serie A
- 2016 1e
Serie A
- 2017 1e
Serie A
- 2018 1e
Serie A
- 2019 1e
Serie A
- 2020 1e
Serie A
- 2021 4e
Serie A
- 2022 4e
Serie A
- 2023 7e
Serie A
- 2024 3e
Serie A
- 2025 4e
Serie A

- Serie A
- Serie B

### Seizoensresultaten sinds 2000/01
| Seizoen | Competitie | Niveau | Eindstand | Coppa Italia | Opmerking |
| ------- | ---------- | ------ | --------- | ------------ | --- |
| 2000/01 | Serie A    | I      | 2         | 8e finale    | |
| 2001/02 | Serie A    | I      |           | Finale       | < Parma: 0-1; Ligatopscorer ex aequo David Trezeguet: 24                                                      |
| 2002/03 | Serie A    | I      |           | kwartfinale  | Supercoppa > AC Parma 2-1                                                                                     |
| 2003/04 | Serie A    | I      | 3         | Finale       | < SS Lazio: 0-2/2-2; Supercoppa > AC Milan 1-1 (5-3 ns)                                                       |
| 2004/05 | Serie A    | I      |           | 8e finale    | |
| 2005/06 | Serie A    | I      | 1         | kwartfinale  | finalist Supercoppa < Internazionale 0-1 nv; Verplichte degradatie i.v.m. Italiaans voetbalschandaal uit 2006 |
| 2006/07 | Serie B    | II     | 1         | 3e ronde     | |
| 2007/08 | Serie A    | I      | 3         | kwartfinale  | Ligatopscorer Alessandro Del Piero: 21                                                                        |
| 2008/09 | Serie A    | I      | 2         | halve finale | |
| 2009/10 | Serie A    | I      | 7         | kwartfinale  | |
| 2010/11 | Serie A    | I      | 7         | kwartfinale  | |
| 2011/12 | Serie A    | I      |           | Finale       | < SSC Napoli: 0-2                                                                                             |
| 2012/13 | Serie A    | I      |           | halve finale | Supercoppa > SSC Napoli 4-2 nv                                                                                |
| 2013/14 | Serie A    | I      |           | kwartfinale  | Supercoppa > SS Lazio 4-0                                                                                     |
| 2014/15 | Serie A    | I      |           |              | < SS Lazio: 2-1 nv; Finalist Supercoppa > SSC Napoli 2-2 (5-6 ns)                                             |
| 2015/16 | Serie A    | I      |           |              | < AC Milan 1-0 nv; Supercoppa > SS Lazio 2-0                                                                  |
| 2016/17 | Serie A    | I      |           |              | < SS Lazio: 2-0; Finalist Supercoppa > AC Milan 1-1 (3-4 ns)                                                  |
| 2017/18 | Serie A    | I      |           |              | < AC Milan: 4-0; Finalist Supercoppa > SS Lazio 2-3                                                           |
| 2018/19 | Serie A    | I      |           | kwartfinale  | Supercoppa > AC Milan 1-0                                                                                     |
| 2019/20 | Serie A    | I      |           | Finale       | < SSC Napoli: 0-0 (2-4 n.s.); Finalist Supercoppa > SS Lazio 1-3                                              |
| 2020/21 | Serie A    | I      | 4         |              | < Atalanta Bergamo: 2-1; Supercoppa > SSC Napoli: 2-0; Ligatopscorer Cristiano Ronaldo: 29                    |
| 2021/22 | Serie A    | I      | 4         | Finale       | < Internazionale: 2-4 n.v.; Supercoppa > Internazionale: 1-2                                                  |
| 2022/23 | Serie A    | I      | 7         | halve finale | 10 punten in mindering en geschorst voor Europees voetbal 2023/24 i.v.m. overtreden financiële regels         |
| 2023/24 | Serie A    | I      | 3         |              | < Atalanta Bergamo: 1-0;                                                                                      |
| 2024/25 | Serie A    | I      | 4         | kwartfinale  | |
| 2025/26 | Serie A    | I      | .         |              | |

### Juventus in Europa
Juventus speelt sinds 1929 in diverse Europese competities. Hieronder staan de competities en in welke seizoenen de club deelnam. De edities die Juventus heeft gewonnen zijn vetgedrukt.
- Champions League (25x)

1995/96, 1996/97, 1997/98, 1998/99, 2000/01, 2001/02, 2002/03, 2003/04, 2004/05, 2005/06, 2008/09, 2009/10, 2012/13, 2013/14, 2014/15, 2015/16, 2016/17, 2017/18, 2018/19, 2019/20, 2020/21, 2021/22, 2022/23, 2024/25, 2025/26
- Europacup I (14x)

1958/59, 1960/61, 1961/62, 1967/68, 1972/73, 1973/74, 1975/76, 1977/78, 1978/79, 1981/82, 1982/83, 1984/85, 1985/86, 1986/87
- Europa League (4x)

2009/10, 2010/11, 2013/14, 2022/23
- UEFA Cup (11x)

1971/72, 1974/75, 1976/77, 1980/81, 1987/88, 1988/89, 1989/90, 1992/93, 1993/94, 1994/95, 1999/00
- Europacup II (4x)

1965/66, 1979/80, 1983/84, 1990/91
- UEFA Super Cup (2x)

1984, 1996
- Intertoto Cup (1x)

1999
- Jaarbeursstedenbeker (6x)

1963/64, 1964/65, 1966/67, 1968/69, 1969/70, 1970/71
- Mitropacup (8x)

1929, 1931, 1932, 1933, 1934, 1935, 1938, 1962
Bijzonderheden Europese competities:
| Bijzonderheid                 | Datum      | Tegenstander       | Uitslag | Plaats | Naam                 | Aantal |
| ----------------------------- | ---------- | ------------------ | ------- | ------ | -------------------- | ------ |
| Grootste overwinning          | 14-09-1983 | Lechia Gdańsk      | 7-0     | Turijn |                      |        |
| Grootste overwinning          | 17-09-1986 | Valur Reykjavík    | 7-0     | Turijn |                      |        |
| Grootste overwinning          | 10-12-2003 | Olympiakos Piraeus | 7-0     | Turijn |                      |        |
| Grootste nederlaag            | 01-10-1958 | Wiener Sport-Club  | 0-7     | Wenen  |                      |        |
| Speler met meeste wedstrijden | 16-12-2010 |                    |         |        | Alessandro Del Piero | 129    |
| Speler met meeste doelpunten  | 16-09-2010 |                    |         |        | Alessandro Del Piero | 53     |

UEFA Club Ranking: 22 (07-07-2025)

## Records en statistieken
Top-5 meest gespeelde wedstrijden
| Nr. | Land   | Naam                 | Positie      | Periode               | Aantal |
| --- | ------ | -------------------- | ------------ | --------------------- | ------ |
| 1.  | Italië | Alessandro del Piero | Aanvaller    | 1993-2012             | 705    |
| 2.  | Italië | Gianluigi Buffon     | Doelman      | 2001-2018 / 2019-2021 | 685    |
| 3.  | Italië | Giorgio Chiellini    | Verdediger   | 2005-2022             | 561    |
| 4.  | Italië | Gaetano Scirea†      | Verdediger   | 1974-1988             | 550    |
| 5.  | Italië | Giuseppe Furino      | Middenvelder | 1969-1984             | 528    |

Top-5 Doelpuntenmakers
| Nr. | Land      | Naam                 | Periode   | Aantal |
| --- | --------- | -------------------- | --------- | ------ |
| 1.  | Italië    | Alessandro del Piero | 1993-2012 | 290    |
| 2.  | Italië    | Giampiero Boniperti† | 1946-1961 | 185    |
| 3.  | Italië    | Roberto Bettega      | 1970-1983 | 179    |
| 4.  | Frankrijk | David Trézéguet      | 2000-2010 | 171    |
| 5.  | Italië    | Omar Sivori†         | 1957-1965 | 165    |

- t/m 17-05-2024

## Bekende (oud-)Oude Dames

### Voorzitters
- Andrea Agnelli
- Gianni Agnelli
- Umberto Agnelli

### Spelers
- Roberto Baggio
- Federico Bernardeschi
- Roberto Bettega
- Giampiero Boniperti
- Leonardo Bonucci
- Sergio Brio
- Gianluigi Buffon
- Antonio Cabrini
- Mauro Camoranesi
- Fabio Cannavaro
- Franco Causio
- Giorgio Chiellini
- Federico Chiesa
- Gianpiero Combi
- Antonio Conte
- Edgar Davids
- Mattia De Sciglio
- Alessandro Del Piero
- Didier Deschamps
- Paulo Dybala
- Ciro Ferrara
- Claudio Gentile
- Thierry Henry
- Michael Laudrup
- Matthijs de Ligt
- Manuel Locatelli
- Paolo Montero
- Pavel Nedvěd
- Angelo Peruzzi
- Gianluca Pessotto
- Andrea Pirlo
- Michel Platini
- Cristiano Ronaldo
- Edwin van der Sar
- Gaetano Scirea
- Omar Sivori
- Stefano Tacconi
- Marco Tardelli
- Lilian Thuram
- Moreno Torricelli
- David Trezeguet
- Gianluca Vialli
- Dušan Vlahović
- Gianluca Zambrotta
- Zinédine Zidane
- Dino Zoff

### Trainers
- Massimiliano Allegri
- Carlo Ancelotti
- Fabio Capello
- Antonio Conte
- Didier Deschamps
- Marcello Lippi
- Thiago Motta
- Andrea Pirlo
- Claudio Ranieri
- Maurizio Sarri
- Giovanni Trapattoni

## Trivia
- Juventus is een van de twee ploegen die in de Italiaanse klassieker spelen de zgn. "derby d'Italia". De tegenstander in de klassieker is Internazionale. Dit is de wedstrijd tussen de grootste rivalen uit het voetbal in Italië (Vgl. Anderlecht - Standard, Club Brugge - AA Gent, Ajax-Feyenoord of Real Madrid-Barcelona).
- De bijnaam La Vecchia Signora (De Oude Dame) is in twee delen ontstaan. 'Signora' is de koosnaam van de eigen supporters, die in de jaren twintig in zwang is gekomen. 'Oud' is eraan toegevoegd door tegenstanders in de jaren dertig, toen Juventus met een steeds ouder wordende ploeg kampioen bleef, en is dus een beschimping van de naam Juventus, 'Jeugd'.
- Tegenstanders van Juventus hebben het vaak over Gobbi, de gebochelden. Een bijnaam die het team dankt aan een wedstrijd die het in de jaren vijftig van de twintigste eeuw speelde. De kwaliteitsarme (vormloze) shirts bolden zodanig op, dat de spelers op gebochelde mannetjes leken. Een andere populaire benaming voor de club is La Fidanzata d'Italia (Verloofde van Italië).
- De drie sterren boven het logo van Juventus staan symbool voor dertig Scudetto's (dertig keer winnaar Serie A)
- Juventus was de eerste ploeg die alle voornaamste Europese bekers won (Europacup I, Europacup II en UEFA Cup).
- Juventus is de succesvolste club in Italië met 36 landstitels.
- Daarnaast won het nog twee keer de landstitel, maar deze werden afgenomen wegens wedstrijdmanipulatie.
- De Nederlander Edwin van der Sar was de eerste niet-Italiaanse doelman van Juve.
- Clubicoon Alessandro Del Piero heeft zowel de meeste wedstrijden gespeeld, als het grootste aantal doelpunten gescoord voor Juventus.
- Dino Zoff speelde 1.143 minuten voor Juventus zonder een goal tegen te krijgen. Dat was toen een wereldrecord.
- De clubkleuren van Notts County, zwart en wit, zijn de inspiratie geweest voor die van Juventus.[4]